# Ciris rotundata
Ciris rotundata är en spindelart som beskrevs av Koch C.L. 1848. Ciris rotundata ingår i släktet Ciris och familjen hoppspindlar. Inga underarter finns listade i Catalogue of Life.